# Blah...Blah...Blah...Love Songs for the New Millennium
Blah...Blah...Blah...Love Songs for the New Millennium es el primer álbum de estudio de la banda de heavy metal Scum of the Earth. Fue publicado el 26 de octubre de 2004 por Allmusic

## Canciones
1. "I Am the Scum" – 3:16
2. "Bloodsukinfreakshow" – 2:33
3. "Get Your Dead On" – 3:56
4. "Little Spider" – 3:48
5. "Murder Song" – 3:17
6. "AltarGirl 13" – 3:41
7. "Pornstar Champion" (Remix de la canción de Queen "We Will Rock You") – 3:57
8. "Nothing Girl" – 3:12
9. "The Devil Made Me Do It" – 3:09
10. "Give Up Your Ghost" – 4:39
11. "Beneath the Living" – 2:11

## Créditos
- Mike Riggs - Vocal y guitarra
- John Tempesta - Coros, percusión y batería
- Mike Tempesta - Guitarra
- Clay Campbell - Bajo
- John Dolmayan  - Batería
- Frank Gryner - Mixing
- Roxanna Jacobson - Violín